# Przemiana politropowa
Przemiana politropowa (od gr. πολῠ́ς „wiele” i‎ τρόπος „zwrot”) – proces termodynamiczny w gazie doskonałym, dla którego jest spełnione równanie politropy, tzn. taki, podczas którego jest spełniony następujący związek:
{\displaystyle pV^{n}=p_{1}V_{1}^{n}=p_{2}V_{2}^{n}=\mathrm {const} ,}
gdzie:
{\displaystyle p} – ciśnienie,
{\displaystyle V} – objętość,
{\displaystyle n} – wykładnik (współczynnik) politropy, stały dla danego procesu politropowego, ale przyjmujący dla różnych procesów politropowych różne wartości, od minus do plus nieskończoności.
Wykładnik politropy jest równy:
{\displaystyle n={\frac {C-C_{p}}{C-C_{v}}},}
gdzie:
{\displaystyle C_{p}} – pojemność cieplna określona w warunkach stałego ciśnienia,
{\displaystyle C_{v}} – pojemność cieplna określona w warunkach stałej objętości,
{\displaystyle C} – pojemność cieplna w danej przemianie.
Linia przemiany politropowej na diagramie termodynamicznym jest nazywana politropą. Dla przemian politropowych zachodzą wspólne zależności.

## Szczególne przypadki
Szczególnymi przypadkami procesu politropowego są odwracalne procesy:
- izobaryczny ({\displaystyle n=0,} {\displaystyle C=C_{p}}),
- izotermiczny ({\displaystyle n=1,} {\displaystyle C} nieokreślone),
- adiabatyczny ({\displaystyle n=C_{p}/C_{V},} {\displaystyle C=0}),
- izochoryczny ({\displaystyle n} nieskończone, {\displaystyle C=C_{V}}).